# Rudolf Heinze
Pour les articles homonymes, voir Heinze (homonymie).
Rudolf Heinze est un homme politique allemand, né le 22 juillet 1865 à Oldenbourg (Grand-duché d'Oldenbourg) et mort le 16 mai 1928 à Dresde (Allemagne).
Membre du Parti populaire allemand (le DVP), il est ministre de la Justice de 1920 à 1921 puis de 1922 à 1923.

## Biographie

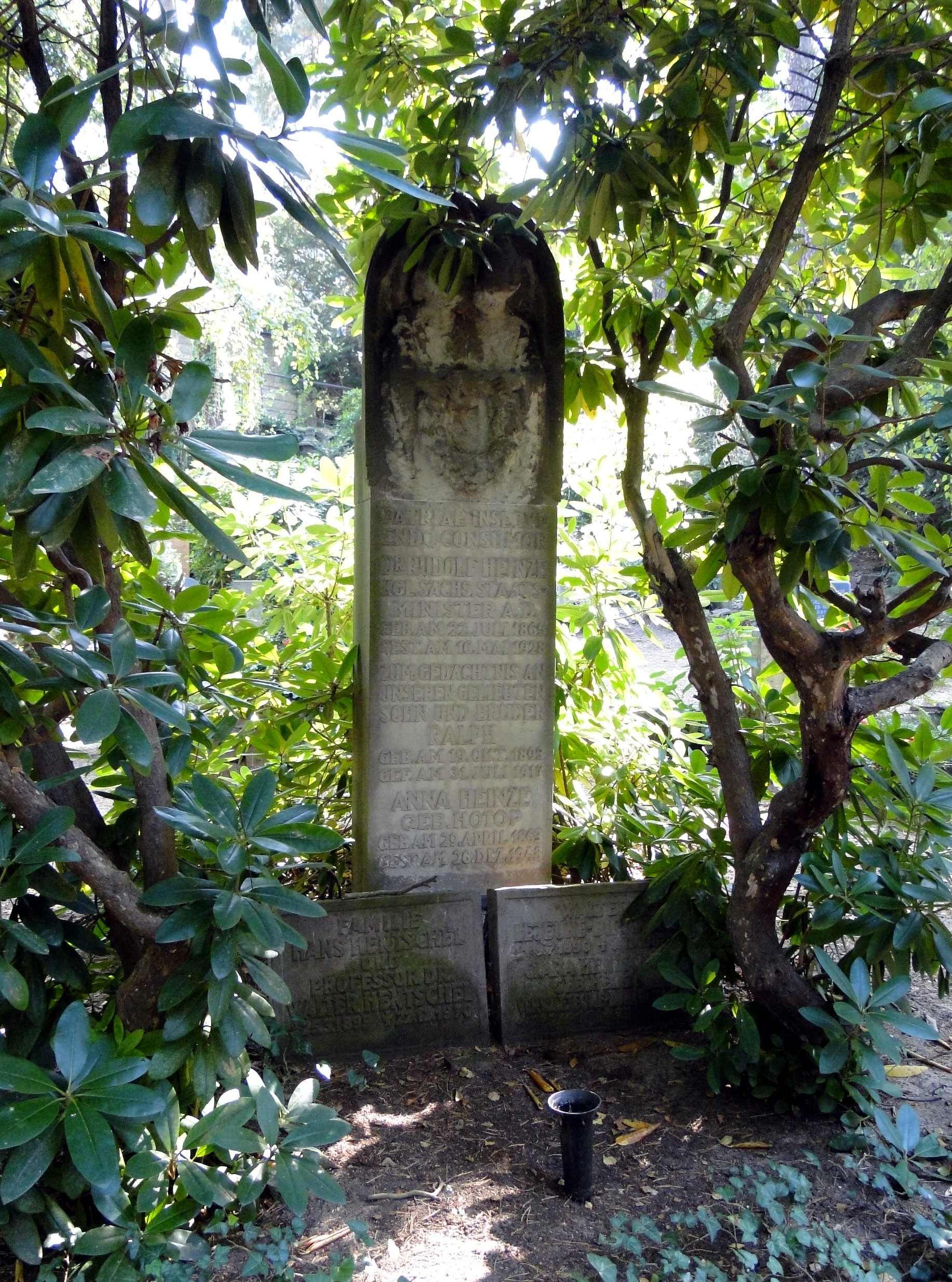
Tombe de Rudolf Heinze à Dresde.